# Bzovík
Bzovík – wieś (obec) na Słowacji położona w kraju bańskobystrzyckim, w powiecie Krupina. Pierwsze wzmianki o miejscowości pochodzą z roku 1135.

## Ludność
Według danych z dnia 31 grudnia 2012, wieś zamieszkiwało 1128 osób, w tym 561 kobiet i 567 mężczyzn.
W 2001 roku rozkład populacji względem narodowości i przynależności etnicznej wyglądał następująco:
- Słowacy – 93,89%
- Czesi – 0,31%
- Romowie – 3,77%

Ze względu na wyznawaną religię struktura mieszkańców kształtowała się w 2001 roku następująco:
- Katolicy rzymscy – 91,65%
- Ewangelicy – 3,97%
- Ateiści – 2,55%
- Nie podano – 1,73%

## Twierdza Bzovík

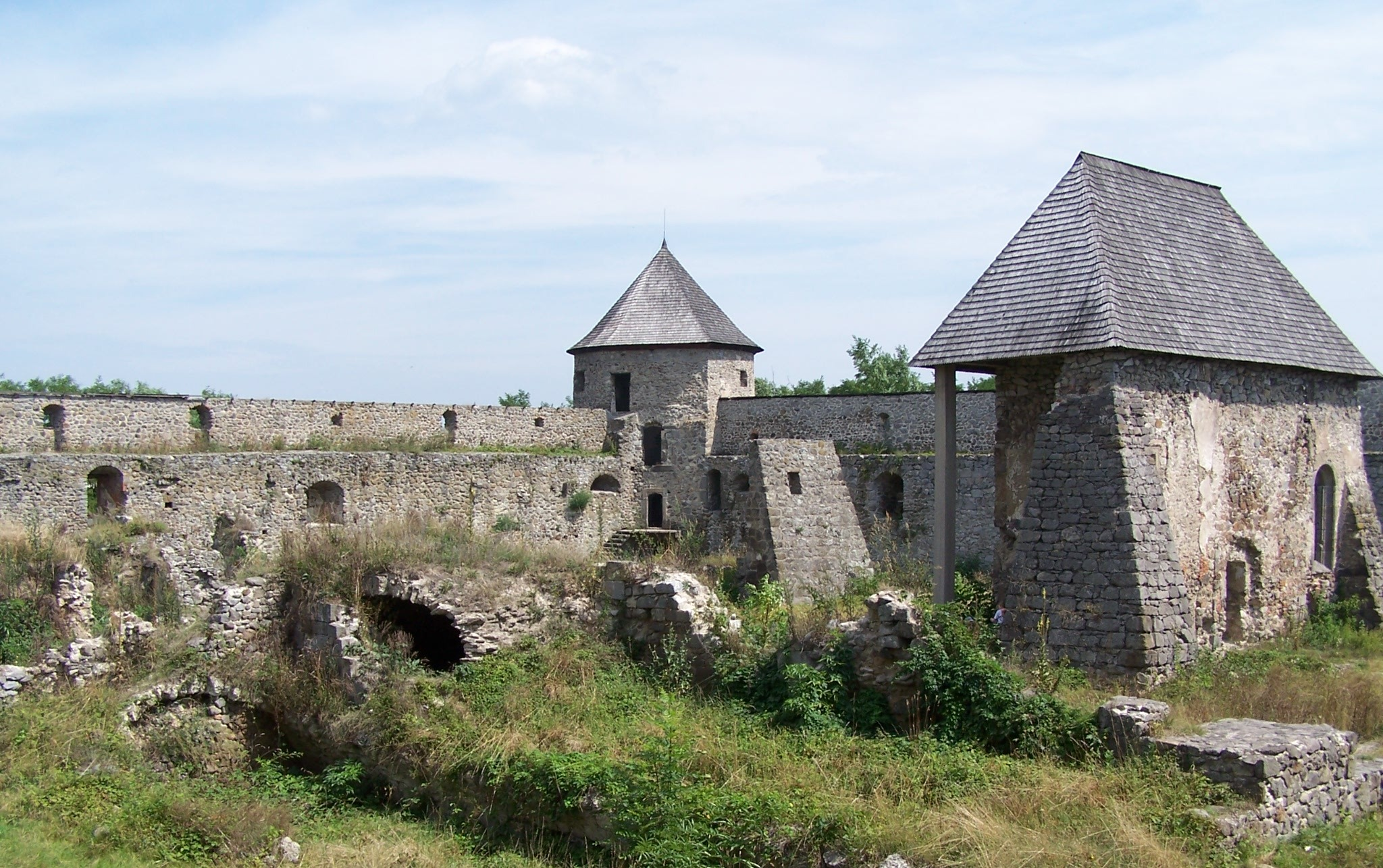
Fragment murów

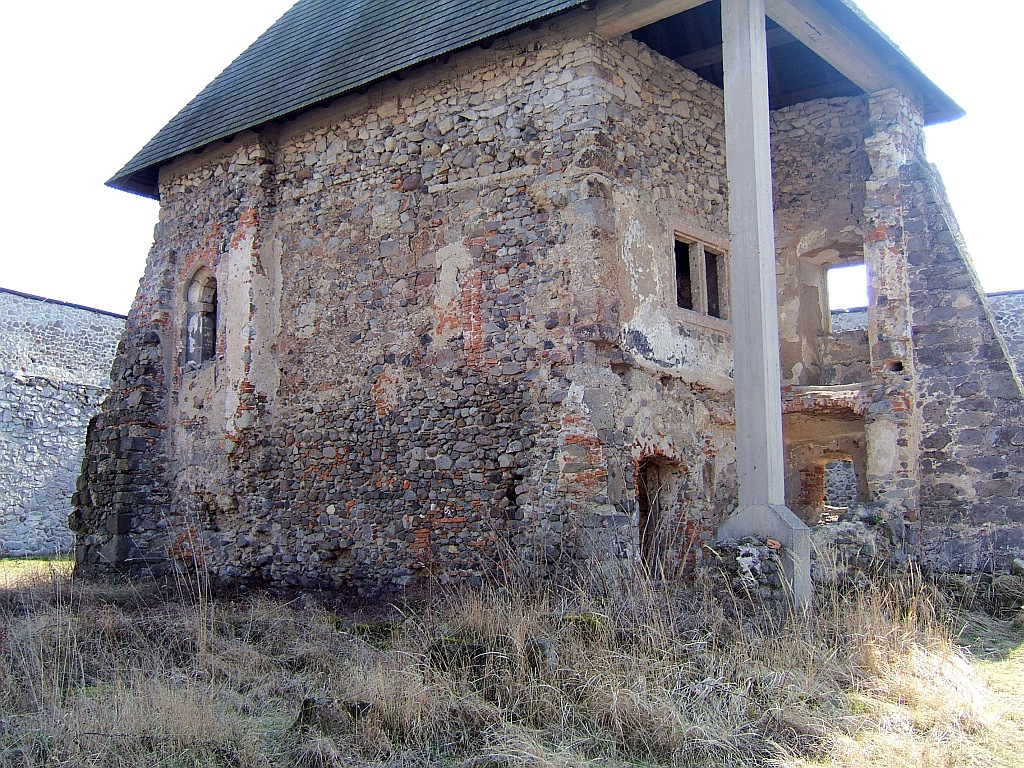
Pozostałości kościoła

We wsi znajduje się twierdza Bzovík – gotycko-renesansowy zamek powstały w wyniku przebudowy opactwa cystersów w celu obrony przed Turkami. Pierwotny romański klasztor pochodził z około 1130 roku. Kilka lat później powstała tu kapituła premonstratensów, która wkrótce stała się największą posiadłością feudalną w regionie Hontu. W XV w. klasztor kilkukrotnie niszczono. W 1530 Zygmunt Balassa wypędził zakonników i przejął majątek, a następnie w latach 1530-1546 przebudował klasztor na ufortyfikowany gród z czwórką narożnych baszt i fosą.
Po śmierci Balassy w 1559 majątek przeszedł na własność wdowy po nim, Barbary z domu Fánchyovej. W rękach tej rodziny twierdza pozostawała aż do połowy XVII w. W 1678 Bzovík zajęły wojska powstańców Imre Thökölyego. Po ich wycofaniu osiedli tu jezuici, a po kasacie zakonu stał się siedzibą seminarium ostrzyhomskiego. W tych czasach zamek został przebudowany w stylu barokowym za sprawą biskupa ostrzyhomskiego Juraja Szelepcsényiego, o czym informuje tablica pamiątkowa przed wejściem na teren zamku. Biskupi zarządzali majątkiem aż do roku 1908, kiedy go sprzedali.
Budowla bardzo ucierpiała w czasie II wojny światowej i po niej. Zburzono wówczas romańską wieżę i rozebrano część murów wewnętrznych. W 1969 rozpoczęto stopniowe prace badawcze, dokumentacyjne i konserwatorskie.
Pierwotny romański kościół, zbudowany z bloków kamiennych, miał dwie wieże. Od północnej strony przylegała gotycka zakrystia i klasztor z wirydarzem i okalającymi go krużgankami. Monumentalne fortyfikacje z czterema narożnymi okrągłymi basztami były dodatkowo chronione fosą. Do poszczególnych baszt wchodziło się z murów albo przez gotycko-renesansowe portale. Na niektórych zachowały się inicjały S. B. (Sigismundus Balassa) i data 1545.

## Kościół

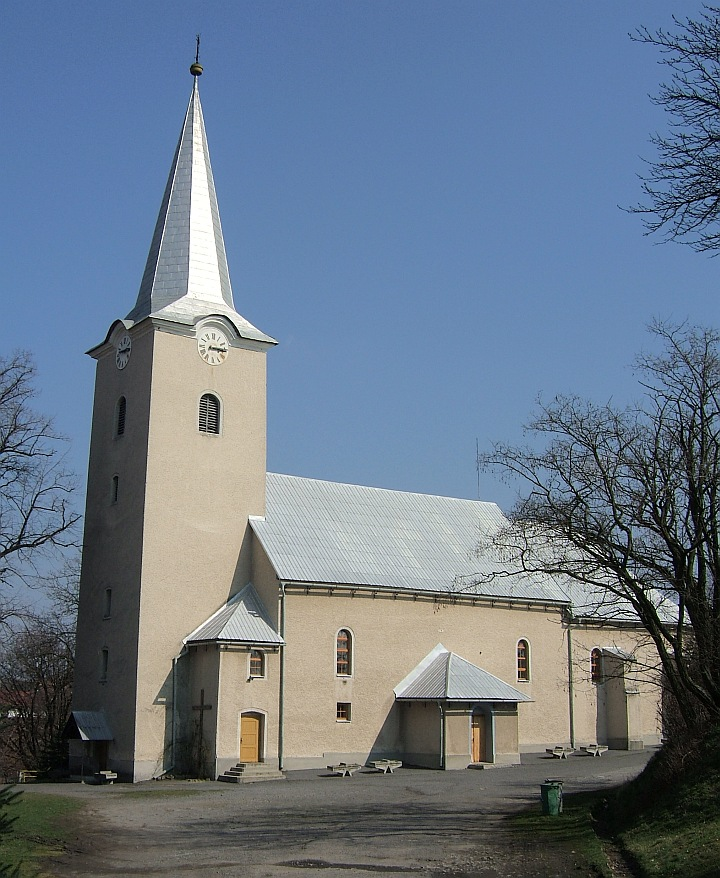
Kościół pw. św. Stefana

Kościół pw. św. Stefana pochodzi z 1. połowy XVII w.; rozbudowano wówczas wcześniejszą kaplicę. Wieża pochodzi z początku XVIII w. Świątynia zwrócona jest na północ. Wnętrze zdobią malowidła ścienne. W kościele znajduje się kamienna chrzcielnica z XVII w. Przed głównym wejściem do kościoła rośnie lipa, której wiek szacuje się na 300 lat.